# نغمة موسيقية

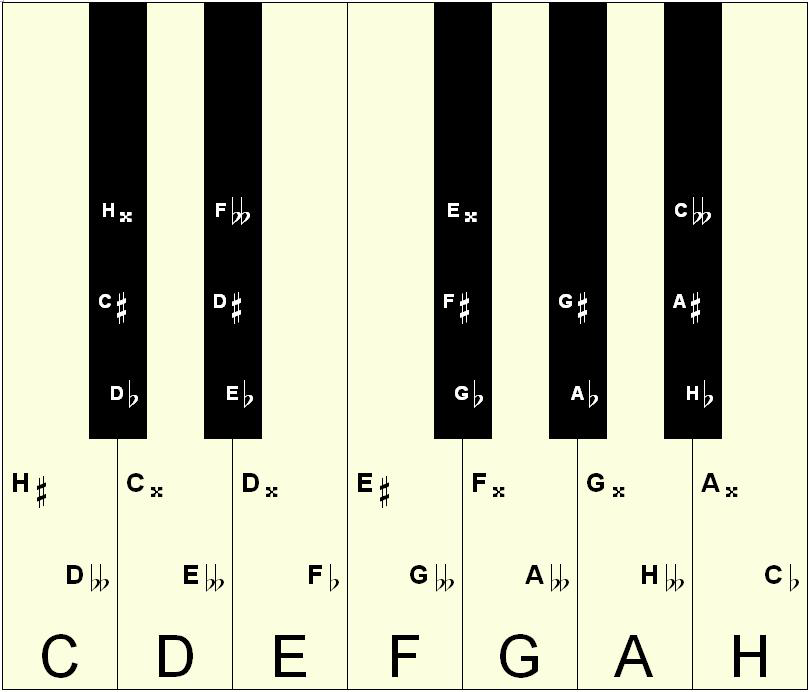

في الموسيقى النغمة الموسيقية هي حادثة صوتية اهتزازية يمكن أن تنشأ من صوت الإنسان أو من الآلات الموسيقية، ولهذه النغمة خصائص تميزها مثل المُدّة والحِدّة والشِدّة (أي الجهارة) والجرس (أي النوعية).
تكون النغمة البسيطة أو النغمة النقية (أو المجردة) عبارة عن اهتزاز ولها شكل موجي جيبي. بالمقابل يطلق على النغمة أنها معقدة إذا كانت النغمة الموسيقية ليست جيبية، ولكنها دورية، بحيث يمكن وصفها على أنها مجموع نغمات نقية بسيطة بوجود ترددات متناسقة مع بعضها.

## اقرأ أيضاً
- نغمة نقية
- درجة موسيقية